# Аккорд
Акко́рд (фр. accord, итал. accordo, от позднелат. accordo — согласовываю) — одновременное сочетание трёх и более музыкальных звуков разной высоты (точнее, разных высотных классов), воспринимаемое слухом как целостный элемент звуковысотной вертикали. Применительно к музыке барокко и классико-романтического периода данный термин используется главным образом по отношению к созвучиям терцовой структуры. В музыке XX—XXI веков «аккордами» часто называют любые вертикальные созвучия (в том числе и нетерцовой структуры) кроме соноров.

## Общие сведения
В классическом учении о гармонии под аккордом понимают сочетание таких звуков, которые отстоят друг от друга на терцию или могут быть расположены по терциям путём перестановок и переносов на октаву. Г. Л. Катуар (1924) со ссылкой на Ж. Ф. Рамо приводит следующую «аксиому» (авторское выражение): «всякое сочетание тонов, могущее быть расположенным в виде ряда терций, образует аккорд. Всякая иная совокупность тонов будет случайным сочетанием». Ю. Н. Тюлин (1937, 1939 et passim) определяет аккорд как «одновременное сочетание, состоящее минимум из трёх тонов, расположенных по терциям». До того как установилось это понимание аккорда (термин фр. accors — с конца XV в.), а также во многих трудах о гармонии в XX в. под «аккордом» понималось любое сочетание трёх (и более) разновысотных тонов.
Аккорды имеют названия по количеству входящих в аккорд разновысотных (без октавных дублировок) звуков, отстоящих друг от друга на терции:
3 — трезвучие (сочетание двух терций);
4 — септаккорд (три терции);
5 — нонаккорд (четыре);
6 — ундецимаккорд (пять терций; встречается редко);
7 — терцдецимаккорд (шесть терций; встречается очень редко).
Нижний звук аккорда в основном положении называют основным тоном (от нем. Grundton), остальные звуки называются по интервалу, на который они отдалены от основного тона (терция, квинта, септима, нона, ундецима). Любой звук аккорда может быть перенесён на октаву или продублирован в других октавах, при этом аккорд сохраняет своё название. Форма (терцового) аккорда, в которой основной тон не является нижним по тесситуре, называется обращением аккорда.

### Аккорды нетерцовой структуры
В классико-романтической гармонии всякое отступление от терцового состава аккорда означало введение неаккордовых звуков. Начиная со второй половины XIX века предпринимались попытки замены терцового состава квартовым, однако широкого распространения такие замены не получили. В качестве краски или хара́ктерного колористического средства квартаккорды встречаются уже в музыке М. П. Мусоргского (№ 4 из «Детской»). Среди других примеров Первая симфония А. П. Бородина, Шестая симфония П. И. Чайковского (фигурация в III части).

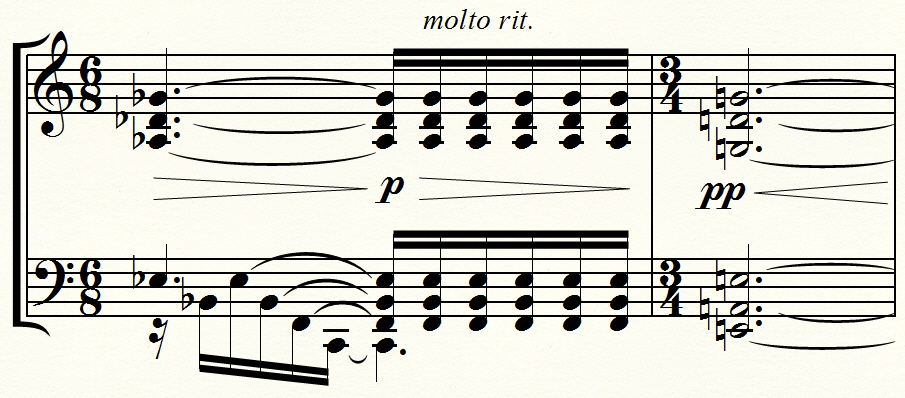
Квартаккорды (А.Берг. Воццек. 1-е действие)

Начиная с конца XIX века неоднократно предпринимались попытки использовать аккорды нетерцовой структуры как композиционную основу (а не только как колористическое средство), вне мажорно-минорного тонального контекста. Наиболее известный образец подобных опытов — «Прометей» (1910) А. Н. Скрябина. Экспериментировали с квартаккордами все представители Новой венской школы — Шёнберг (в Камерной симфонии № 1 первая из двух главных тем состоит из 4 последовательных кварт, затем звучащих одновременно), Веберн и Берг. Антон Веберн (1912) рассматривал квартаккорд как аккордовую структуру, из которой путём альтерации (наподобие альтерации в терцовых аккордах) возможно выводить новые «неслыханные гармонии, свободные от всяких тональных отношений». Квартаккорды часто встречаются в «Микрокосмосе» (№ 131) и «Музыке для струнных, ударных и челесты» Б.Бартока, у П.Хиндемита, О.Мессиана, С. С. Прокофьева.
Согласно Ю.Ханону, впервые в истории европейской музыки сочетания квартаккордов и других нетерцовых аккордов в виде преобладающего и формообразующего фактора музыкальной структуры применил Эрик Сати в своих ранних импрессионистских псевдо-религиозных сочинениях. Тогда же он познакомил с этими экспериментами (которые сам позднее охарактеризовал как «первые ещё зелёные плоды» новой музыки):511 и Клода Дебюсси, в то время ещё всецело находившегося в сфере влияния эстетики и гармонии Вагнера.:60—61 В начале 1892 года Сати сочинил три оркестровые прелюдии (интродукции к каждому из трёх актов) пьесы «Сын звёзд» (фр. Le Fils des Étoiles), халдейской вагнерии Жозефа Пеладана, «верховного жреца» католического ордена Розы+Креста. Для усиления «мистических ощущений» Сати употребляет в этих трёх прелюдиях «шестизвучные аккорды, состоящие из кварт». Чуть позже, в ноябре 1892 года Сати сочинил «христианский балет» (авторское обозначение жанра) «Успуд» (фр. Uspude), а 1893—1895 годах — «Мессу бедняков» (фр. Messe des Pauvres) для хора с органом; в этих сочинениях квартовые гармонии встречаются между терцовых и вплетены в общую хоральную фактуру. Своими ранними гармоническими опытами Эрик Сати оказал влияние на Дебюсси и Равеля,:82—83. Квартовые созвучия в ранних «мистических» опусах Сати «намного опередили квартовые созвучия в сочинениях Скрябина, Шёнберга и Мийо».
В целом, несмотря на более или менее удачные эксперименты с квартаккордами различных композиторов конца XIX — первой половины XX веков, квартаккорды так и не стали структурно-композиционной основой гармонии.
В современной музыке терцовые аккорды также усложняются при помощи внедрения диссонансов. Используются и аккорды смешанного строения.

## Логическая структура аккорда
В противовес конкордам (интервальным комплексам из трёх и более разновысотных звуков, с возможными октавными дублировками), которые господствовали в полифонической музыке Средних веков и Возрождения, аккорд представляет собой цельную единицу звуковысотной вертикали, воспринимаемую, по определению К. Дальхауза, как «непосредственная данность» (нем. unmittelbar gegebene Einheit).
Монолитность аккорда поддерживается взаимодействием и взаимозависимостью разнофункциональных составляющих его элементов. Это, можно сказать, внутриаккордовая функциональность различных по смысловому (логическому) значению тонов. Совокупность и взаимодействие различных внутриаккордовых функций придают внутреннюю жизнь аккорду, составляют основу богатства его гармонической экспрессии. В аккордах классико-романтической гармонии различимы следующие внутриаккордовые функции:
- основной тон — «корень» аккорда;
- аккордовые консонансы — квинта и терция от основного тона;
- аккордовые диссонансы — включая альтерацию;
- побочные тоны — (также органные пункты, педали и т. п.).

Для аккорда существенны неаккордовые звуки (линейные неустои), а также родственные хроматическим проходящим альтерации. Не входя в состав аккорда, они не обретают внутриаккордовых функций, но, соотносясь с аккордом, могут давать
- внеаккордовые функции (задержания, проходящие и прочие линейные неустои; в старинной теории они назывались одним словом «тра́нзиты»).